# 2013 في تونس
فيما يلي قوائم الأحداث التي وقعت خلال عام 2013 في تونس.

## رياضة
- 13 أبريل – بطولة أفريقيا تحت 17 سنة لكرة القدم 2013 التتويج بالمركز الثالث.
- 20 يونيو – تونس في الألعاب المتوسطية 2013.
- 21 سبتمبر – بطولة أفريقيا للكرة الطائرة للرجال 2013.